# Elia Millosevich
Elia Millosevich (né le 5 septembre 1848 à Venise et mort le 5 décembre 1919 à Rome) était un astronome italien de la fin du XIXe et du début du XXe siècle.

## Biographie
Elia Millosevich était spécialiste du calcul des orbites des comètes et des astéroïdes, en particulier celle de (433) Éros.
L'astéroïde (69961) Millosevich porte son nom.
| (303) Josephina | 12 février 1891 |
| (306) Unitas    | 1er mars 1891   |